# مارسين كوموروفسكي
مارسين كوموروفسكي (بالبولندية: Marcin Komorowski)‏ (17 أبريل 1984 في بولندا - ) هو لاعب كرة قدم بولندي في مركز الدفاع. شارك مع منتخب بولندا لكرة القدم. أما مع النوادي، فقد لعب مع تيريك غروزني وليغيا وارسو وPiotrcovia Piotrków Trybunalski ‏ وزاغليبي سوسنويتش وPelikan Łowicz ‏ ورابطة وارسو ‏ ونادي ال كي اس ودز وGKS Bełchatów ‏ وPolonia Bytom ‏ وRKS Radomsko ‏.

## روابط خارجية
- مارسين كوموروفسكي على موقع قاعدة بيانات كرة القدم.إي يو (الإنجليزية)
- مارسين كوموروفسكي على موقع ناشيونال فوتبول تيمز (الإنجليزية)
- مارسين كوموروفسكي على موقع Soccerway.com (الإنجليزية)